# 谭平
谭平（1962年10月—），湖南芷江人，男，汉族，中华人民共和国政治人物。1984年8月加入中国共产党。芷江师范学校、中国青年政治学院青年工作专业毕业，湖南大学国际商学院管理工程专业在职研究生，工学硕士。
历任共青团湖南省委干事、组织部副部长、办公室主任、组织部部长、副书记、省青联主席等职。2002年4月，任共青团湖南省委书记。2004年11月，任中共郴州市委副书记。2010年11月，任中共湖南省委统战部常务副部长。2019年，出任湖南省商务厅党组副书记（正厅长级），负责协助厅长沈裕谋分管全厅日常工作，分管市场运行和消费促进处、市场体系建设处、流通业发展处、人事处、离退休人员管理服务处、机关党委、省商务服务中心、湖南外贸职业学院、湖南现代物流职业技术学院。